# 8464 Polishook
8464 Polishook este un asteroid din centura principală de asteroizi.

## Descriere
8464 Polishook este un asteroid din centura principală de asteroizi. A fost descoperit pe 2 martie 1981 la Siding Spring de Schelte J. Bus. Asteroidul prezintă o orbită caracterizată de o semiaxă mare de 2,64 ua, o excentricitate de 0,16 și o înclinație de 10,5° în raport cu ecliptica.